# Caimacan
El caimacan, caimacam o kaimakam (turc: kaymakam) fou un càrrec de la jerarquia militar de l'Imperi Otomà i d'Egipte. El significat propi del qual és lloctinent o coronel. En la moderna Turquia, el és el títol del governador o fins al l'abril de 1924 d'un qaḍa o districte.
La paraula és un mot compost de dues paraules àrabs: قائم, qāʾim, ‘que està’ i مقام, maqām, ‘lloc’, ‘càrrec’, ‘posició’.
El kaimakam paixà otomà era delegat del gran visir a la capital, que gran visir designava per substituir-lo mentre que el era absent per fer campanyes militars. Tenia les atribucions del gran visir però sense poder intervenir militarment. La funció va existir des del segle xvi (potser ja a final del segle xv). El designava el gran visir. Exercia també com a gran visir interí entre la mort o destitució d'un gran visir i la presa de possessió del substitut. Amb la reforma administrativa del 1824 va passar a ser equivalent a tinent coronel de l'exèrcit, fins que després de 1930 el nom fou substituït per yarbay. En l'administració, sota el Tanzimat els sandjakbegs van rebre el nom de caimacans i després, amb la reforma administrativa del 1864, es va anomenar caimacan al governador d'un kada o districte, nom que va conservar la república.
A Egipte el caimacan era fins al temps de Muhammad Ali el virrei interí que exercia el poder entre la mort o deposició d'un governador o virrei i la presa de possessió del successor; aquest càrrec va recaure sempre en un bei mameluc des de 1604. Després de Muhammad Ali el títol va passar a l'exèrcit (corresponent als tinents coronels) i a l'administració civil per als administradors de les nahiyeler o subdivisions regionals).